# شقاف (القبيطة)

تعديل مصدري - تعديل

شقاف هي إحدى قرى عزلة كرش بمديرية القبيطة التابعة لمحافظة لحج، بلغ تعداد سكانها 25 نسمة حسب تعداد اليمن لعام 2004.